# Thomas Flournoy Foster
Thomas Flournoy Foster (* 23. November 1790 in Greensboro,  Greene County, Georgia; † 14. September 1848 in Columbus, Georgia) war ein US-amerikanischer Politiker. Zwischen 1829 und 1843 vertrat er zweimal den Bundesstaat Georgia im US-Repräsentantenhaus.

## Werdegang
Thomas Foster besuchte nach der Grundschule bis 1812 das Franklin College. Nach einem anschließenden Jurastudium an der Litchfield Law School und seiner im Jahr 1816 erfolgten Zulassung als Rechtsanwalt begann er in Greensboro in seinem neuen Beruf zu arbeiten. Gleichzeitig schlug er eine politische Laufbahn ein. Zwischen 1822 und 1825 saß Foster als Abgeordneter im Repräsentantenhaus von Georgia. Damals war er ein Anhänger des späteren Präsidenten Andrew Jackson, dessen 1828 gegründeter Demokratischen Partei er beitrat.
Bei den staatsweit abgehaltenen Kongresswahlen des Jahres 1828 wurde er für das zweite Abgeordnetenmandat von Georgia in das US-Repräsentantenhaus in Washington, D.C. gewählt, wo er am 4. März 1829 die Nachfolge von John Floyd antrat. Nach zwei Wiederwahlen konnte er bis zum 3. März 1835 drei Legislaturperioden im Kongress absolvieren. Diese waren von den Diskussionen um die Politik des ebenfalls seit dem 4. März 1829 amtierenden Präsidenten Jackson überschattet. Dabei ging es um die umstrittene Durchführung des Indian Removal Act, die Nullifikationskrise mit dem Staat South Carolina und die Bankenpolitik des Präsidenten. Von 1833 bis 1835 war Foster Vorsitzender des Rechtsausschusses.
Bei den Wahlen von 1834 wurde Foster nicht bestätigt. Bereits im Jahr 1833 war er Delegierter auf einer Versammlung zur Überarbeitung der Staatsverfassung von Georgia. 1835 zog Thomas Foster nach Columbus, wo er als Anwalt arbeitete. In dieser Zeit wechselte er zur Whig Party. Danach wurde er Delegierter auf einem Nominierungsparteitag seiner Partei in Tuscaloosa, auf dem er William Henry Harrisons Wahlkampf um die Nominierung zum Präsidentschaftskandidaten unterstützte. 
Bei den Kongresswahlen des Jahres 1840 wurde Foster als Kandidat seiner neuen Partei im zweiten Wahlbezirk von Georgia in das US-Repräsentantenhaus gewählt. Dort löste er am 4. März 1841 Edward Junius Black ab. Bis 1843 konnte er somit eine weitere Legislaturperiode im Kongress verbringen. Diese wurde von den Diskussionen um eine mögliche Annexion der seit 1836 von Mexiko unabhängigen Republik Texas bestimmt. Außerdem gab es innerhalb und außerhalb des Kongresses starke Spannungen zwischen der Whig Party und dem neuen Präsidenten John Tyler, der eigentlich auch Mitglied der Whigs war, sich aber immer mehr den Demokraten annäherte.
Nach seinem endgültigen Ausscheiden aus dem Kongress zog sich Thomas Foster aus der Politik zurück. Er starb am 14. September 1848 in Columbus und wurde dort auch beigesetzt.